# Leo Perlberger

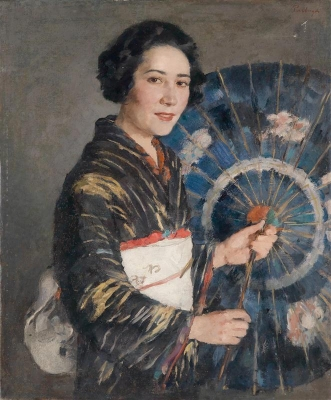
Porträt Mikiko Meinl

Leo Perlberger (* 13. April 1890 in Wien, Österreich-Ungarn; † 19. September 1935 ebenda) war ein österreichischer Maler. 

## Leben
Nach dem Besuch der höheren Staatsgewerbeschule studierte Perlberger ab 1908 an der Akademie der bildenden Künste Wien, von 1912 bis 1914 an der Spezialschule bei Kasimir Pochwalski und von 1918 bis 1920 bei Josef Jungwirth (1869–1950). 1917 war er bei der Kriegsgräber-Abteilung des K.u.K. Militär-Kommando Krakau bei der Dokumentation der Soldatenfriedhöfe tätig.
Perlberger debütierte 1923 mit 17 Werken auf der Ausstellung des Österreichischen Künstlerbundes, danach beteiligte er sich an den Ausstellungen des Künstlerhauses. Ab 1924 war er Mitglied des Wiener Künstlerhauses. 
Wegen seiner Lungenkrankheit verbrachte er viel Zeit in den Heilanstalten.
In Perlbergers Werken sind die Einflüsse von Anselm Feuerbach und Hans von Marées bemerkbar. 

## Auszeichnungen
1919 erhielt Perlberger den Kleberpreis und 1920 das Wildschgo-Reisestipendium. 1929 erhielt er den Rembrandtpreis, 1927 und 1932 den Preis der Stadt Wien, 1934 die Goldene Ehrenmedaille des Künstlerhauses.